# Contraluz (película)
 Contraluz  es una película de Argentina filmada en colores dirigida por Bebe Kamin sobre su propio guion escrito en colaboración  Adriana Man que se estrenó el 30 de agosto de 2001 y que tuvo como actores principales a Silvina Segundo, Mariano Torre, Vanesa Weinberg y Leonor Manso.

## Sinopsis
Celina, una joven dedicada a sus hijos y su hogar, está pasando por una crisis matrimonial cuando conoce a Vito, un adolescente adicto a la droga vecino del barrio cuya aspiración mayor es jugar al fútbol en un equipo profesional.

## Reparto
- Walter Esperante
- Silvina Segundo	...	Celina
- Mariano Torre	...	Vito
- Vanesa Weinberg	...	Mariela
- Leonor Manso...	Francisca
- Mario Pasik	...	Alejandro
- Cristina Banegas	...	Sonia
- Verónica Llinás	...	Vicky
- Jimena Anganuzzi...	Claudia
- Eduardo Pavlovsky	...	Lombardo
- Javo Rocha	...	Gringo
- Vera Czemerinski	...	Dora

## Críticas
Diego Lerer en Clarín dijo:

”no consigue zafar de un catálogo de lugares comunes…acerca de los problemas que nos aquejan. Hay muy poco de instrospección, una mínima mirada a los conflictos psicológicos de la protagonista, para entretenerse en un prefabricado conflicto sobre “nuestros jóvenes”. …filme condescendiente y viejo, de fastidiosos parlamentos…y anacrónicos resultados.”

Gustavo J. Castagna en El Amante del Cine opinó:

”Una película curiosa, despareja y con una estética naturalista, cercana a la televisión, pero por momentos ajena a las fórmulas, ingeniosa y original.”

Silvina Rival  en el sitio web Otrocampo.com escribió:

”La elección del término “contraluz” para tirular…obliga a una lectura que involucra necesariamente dos elementos, al igual como funciona la metáfora. En este caso se trata de un elemento en primer plano en tanto contorno y volumen pero oscuro y escondido en tanto claridad visual, debido a la inundación de luz que lo envuelve. Como todo título, el término propone una clave para decodificar la historia”.

Adolfo C. Martínez en La Nación opinó:

”Su guion carece de una estructura verosímil y navega entre el patetismo, lo melodramático y lo machaconamente monótono; sus diálogos adolecen de falta de credibilidad y, como peor agravante, su trama se esfuerza por conmover y transcurre, sin embargo, en una media tinta que nunca va más allá de lo exterior vestido de estereotipos sin consistencia ni carnadura.”

## Nominación
Fue nominada en el Festival Internacional de Cine de Mar del Plata de 2001 al premio a la mejor película en la sección de competencia internacional.